# ماته فنیوشی
ماته فنیوشی (مجاری: Máté Fenyvesi; ۲۰ سپتامبر ۱۹۳۳ – ۱۷ فوریهٔ ۲۰۲۲) بازیکن فوتبال اهل مجارستان بود.
از باشگاه‌هایی که در آن بازی کرده‌است می‌توان به باشگاه فوتبال فرنتس‌واروش اشاره کرد.
وی همچنین در تیم ملی فوتبال مجارستان بازی کرده‌است.